# Chiuse di Soo

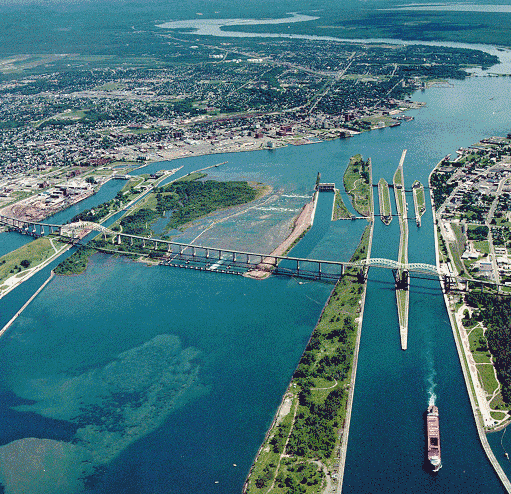
Chiuse di Soo

I Soo Locks (Chiuse di Soo) sono un gruppo di chiuse parallele, gestite e manutenute dallo United States Army Corps of Engineers, distretto di Detroit, che consentono alle navi di navigare tra il Lago Superiore e i più bassi Grandi Laghi.
Essi sono situati sul fiume Saint Marys, tra il Lago Superiore e il Lago Huron, tra la Penisola superiore dello stato del Michigan e le province canadesi dell'Ontario.
Essi bypassano le rapide del fiume, dove le acque di quest'ultimo compiono un salto di 6,4 metri. Attraverso queste chiuse passa una media di 10 000 navi all'anno, nonostante siano chiuse in inverno, da gennaio a marzo, quando il ghiaccio impedisce la navigazione sui Grandi Laghi. Il periodo di chiusura invernale viene utilizzato per ispezionare e manutenere le chiuse. Le chiuse condividono un nome (generalmente abbreviato e anglicizzato come Soo) con le due città omonime di Sault Sainte Marie, nell'Ontario, e Sault Ste. Marie, nel Michigan, site sulle rive opposte del fiume Saint Marys.
Il ponte internazionale Sault Ste. Marie tra gli Stati Uniti e il Canada consente al traffico veicolare di transitare sulle dighe. Un ponte ferroviario attraversa il fiume Saint Marys proprio a monte di quello autostradale.
La prima chiusa fu terminata nel 1855. Insieme al Canale Erie, costruito nel 1824 al centro dello Stato di New York, essi sono tra i più grandi progetti di infrastruttura del periodo prebellico negli Stati Uniti.
Le Soo Locks sono state definite National Historic Landmark nel 1966.
Durante la II guerra mondiale, i Soo Locks e il fiume St. Marys furono attentamente sorvegliati dalle forze armate statunitensi e canadesi coordinate dal Comando Centrale di Difesa dell'esercito U.S.A.. Un attacco aereo monodirezionale tedesco sulle chiuse da parte di forze della Luftwaffe di base il Normandia fu ritenuto possibile.